# Petershütte
Petershütte war ein Dorf nahe der Bundesstraße 243 am Oberharzrand im Sösetal und ist mittlerweile mit den Nachbardörfern Katzenstein und Lasfelde sowie der ehemaligen Kreisstadt Osterode am Harz zusammengewachsen, sodass es nun einen Stadtteil von Osterode bildet. Osterode liegt im Landkreis Göttingen (ehemals im Landkreis Osterode am Harz) in Südniedersachsen in Deutschland.

## Geschichte
Das früheste Erwähnung des Ortes war 1585. Ein Schriftzeugnis aus dem Jahr 1622 bezieht sich auf „Petersberg. Alte Glashütte“. Demnach könnte hier zuerst eine Waldglashütte bestanden haben, die letztlich auch namensgebend für die entstandene Siedlung war: Petersberghütte wurde sprachökonomisch kontrahiert zu Petershütte, wie es namentlich 1673 erstmals erwähnt wurde.
Ab Anfang des 16. Jahrhunderts wurde an der Söse eine Eisenhütte betrieben. Durch die Arbeiter bildete sich hier eine Siedlung. Die Hütte wurde um 1600 geschlossen. In der Nähe bestand eine Papiermühle bis in das 19. Jahrhundert, in deren Gebäuden anschließend eine Kupfermühle bis vor dem Zweiten Weltkrieg betrieben wurde.
Von Oktober 1944 bis April 1945 befand sich in Petershütte das KZ-Außenlager Sösegrund des KZ Mittelbau-Dora, dessen rund 800 Häftlinge beim Bau des Rüstungsprojektes Dachs IV eingesetzt wurden. Die Zwangsarbeit bestand zum Großteil im Stollenvortrieb in den lokalen Gipsbergen, wo eine unterirdische Schmierölraffinerie der Rhenania-Ossag (heute Royal Dutch Shell) aus Hamburg eingerichtet werden sollte. Die ehemaligen Baracken des KZ-Außenlagers an der Söse dienten nach Kriegsende zunächst als Durchgangslager für Ostflüchtlinge, dann als Sozialwohnungen; sie wurden bis 1968 abgerissen. 
Petershütte bildet mit Katzenstein und Lasfelde eine städtebauliche Einheit.
Am 1. Februar 1971 wurde Petershütte in die Kreisstadt Osterode am Harz eingegliedert.

## Politik

### Ortsrat
Zusammen mit Lasfelde und Katzenstein bildet Petershütte einen gemeinsamen Ortsrat aus 13 Ratsfrauen und Ratsherren, der sich seit den Kommunalwahlen am 12. September 2021 wie folgt zusammensetzt (Veränderungen zu 2016):
- SPD: 8 Sitze (−1)
- CDU: 4 Sitze (−1)
- FDP: 1 Sitz (±0)

## Vereine
Der TuSpo Petershütte ist ein Verein, der sich 1943 mit Katzenstein und Lasfelde zusammenschloss.